# James Magnussen
James Magnussen (nar. 11. dubna 1991) je australský plavec. Je současným mistrem světa na 100 metrů volný způsob z Mistrovství světa 2011, které se konalo v čínské Šanghaji. Je známý svojí rychlejší druhou půlkou závodu, kde svým soupeřům ujíždí. Experti ho pasují do role jednoho z favoritů na vítězství v královské disciplíně na XXX. Letní Olympijské hry 2012, které hostí britský Londýn. Magnussen se nechal slyšet, že zde plánuje pokořit hranici 47 sekund, což se zatím podařilo pouze světovému rekordmanu Césaru Cielu Filhovi (46,91) a Alainu Bernardovi, kterému ovšem jeho čas (46,94), který ve své době platil za světový rekord, nebyl uznán kvůli nepovoleným plavkám.

## Kariéra
James Magnussen doplaval na třetím místě v disciplíně 100 metrů volný způsob na Telstra australském šampionátu 2010, čímž se dostal do výběru Australské reprezentace.

### Panpacifické hry a Hry Commonwealthu 2010
V roce 2010 byl součástí štafety na 4x100m volný způsob na Hrách Commonwealthu, která zde zvítězila v čase 3:13,93, čímž také vytvořila rekord Her. Ve stejném roce na Panpacifických hrách skončil v závodě na 100VZ na 10. místě a zúčastnil se štafety na 4x100VZ, která zde obsadila 2. místo časem 3:14,30 - o 2,56 sekundy za vítěznými Američany, kteří časem 3:11,74 vytvořili rekord šampionátu.

### Telstra australský šampionát 2011
Zde James zvítězil ve své hlavní disciplíně 100 metrů volný způsob a současně se časem 48,29 dostal do čela světových tabulek na "královské disciplíně".
Dva měsíce poté zvítězil dvakrát na Australském mistrovství v krátkém bazénu, a sice na 100 a 200VZ.

### Mistrovství světa 2011
Na Mistrovství světa v plavání 2011, které hostila čínská Šanghaj dokázal proměnit ve zlato svůj start na 100VZ, kde časem 47,63 porazil i stávajícího olympijského vítěze Césara Ciela.
Již v prvním dnu soutěží dokázal společně s Matthew Targettem, Matthew Aboodem a Eamonem Sullivenem zvítězit ve štafetě na 4x100VZ v čase 3:11,00, přičemž Magnussen první úsek štafety zajel v čase 47,49 a překonal tím nejlepší světový výkon v textilních plavkách všech dob, které držel Pieter van den Hoogenband
Také figuroval ve štafetě 4x100PZ, která obsadila konečné druhé místo.

## Osobní rekordy
| Disciplína        | dlouhý bazén | krátký bazén |
| ----------------- | ------------ | ------------ |
| 50m volný způsob  | 22.45        | 22.09        |
| 100m volný způsob | 47.49        | 46.82        |
| 200m volný způsob | 1:49.09      | 1:44.12      |